# Francis Bonahon
Francis Bonahon, né le 9 septembre 1955 à Tarbes, est un mathématicien français, spécialiste de la topologie de basse dimension.

## Biographie
Bonahon étudie, après son baccalauréat en 1972, les mathématiques à l'École normale supérieure. En 1975, il obtient son diplôme de maîtrise en mathématiques de l'Université Paris-Diderot. Il obtient, en 1979, sous la direction de Laurence Siebenmann à l'université Paris-Sud à Orsay son doctorat avec une thèse de troisième cycle intitulée Involutions et fibrés de Seifert dans les variétés de dimension 3.
Sa carrière est dès lors marquée par de nombreux allers-retours entre la France et les États-Unis. En tant que chercheur postdoctoral, il est 1979-1980 Procter Fellow à l'université de Princeton. En 1980, il est attaché de recherches et, en 1983, chargé de recherches du Centre national de la recherche scientifique. En 1985, il soutient sa thèse d'État avec Siebenmann à l'université de Paris XI (Geometric structures on 3-manifolds and applications). En 1986, il est nommé assistant professor à l'université du Sud de la Californie à Los Angeles puis promu associate professor l'année suivante et professeur en 1989.
Il effectue divers séjours de recherche aux États-Unis et en France. Par exemple, en 1990, il est professeur invité à l'université de Californie à Davis. Il passe le semestre de printemps 1996 au centre Émile Borel de l'Institut Henri-Poincaré et à l'Institut des hautes études scientifiques (IHES), où il retourne en 2000.

### Thèmes de recherche
Bonahon s'intéresse à la topologie des variétés de dimension 3, à la théorie des nœuds, aux difféomorphismes de surfaces, à la géométrie hyperbolique et aux groupes kleiniens (en).

## Prix et distinctions
- 1985 : Médaille de bronze du CNRS ;
- de 1987 à 1989 : boursier Sloan ;
- de 1989 à 1994 : lauréat du Presidential Young Investigator Award :
- 1990 : conférencier invité au congrès international des mathématiciens de Kyoto avec une conférence intitulée « Ensembles limites et applications ».

Parmi les doctorants de Francis Bonahon figure Frédéric Paulin.

## Publications
- (en) Francis Bonahon, Low-dimensional Geometry : From Euclidean Surfaces to Hyperbolic Knots, American Mathematical Society et Institute for Advanced Study, coll. « Student Mathematical Library » (no 49), 2009, 384 p. (ISBN 978-0-8218-4816-6 et 0-8218-4816-X, DOI 10.1090/stml/049, lire en ligne)
- « Geodesic laminations on surfaces », dans M. Lyubich, John Milnor et Yair Minsky (éd.), Laminations and Foliations in Dynamics, Geometry and Topology, American Mathematical Society, coll. « Contemporary Mathematics » (no 269), 2001 (ISBN 978-0-8218-1985-2 et 978-0-8218-7859-0, DOI 10.1090/conm/269, MR 1810534), p. 1-38
- « Geometric Structures on 3-manifolds », dans Robert J. Daverman et Roger B. Sher (éd.), Handbook of Geometric Topology, North Holland, 2002 (ISBN 0-444-82432-4, MR 1886669), p. 93-164
- avec Robert Devaney (de), Frederick Gardiner et Dragomir Saric, Conformal Dynamics and Hyperbolic Geometry, American Mathematical Society, coll. « Contemporary Mathematics » (no 573), 2012, 256 p. (ISBN 978-0-8218-5348-1)
- « Difféotopies des espaces lenticulaires », Topology, vol. 22, no 3,‎ 1983, p. 305-314 (DOI 10.1016/0040-9383(83)90016-2)
- « Cobordism of automorphism of surfaces », Annales scientifiques de l'École normale supérieure, vol. 16,‎ 1983, p. 237-270 (lire en ligne)
- avec Laurence Siebenmann, « The classification of Seifert fibered 3-orbifolds », dans Roger Fenn (éd.), Low Dimensional Topology, Cambridge University Press, coll. « London Mathematical Society Lecture Notes Series » (no 95), 1985 (ISBN 9780511662744, DOI 10.1017/CBO9780511662744.002), p. 19-85
- « Bouts des variétés hyperboliques de dimension 3 », Annals of Mathematics, 2e série, vol. 124, no 1,‎ 1986, p. 71-158 (DOI 10.2307/1971388)
- « The geometry of Teichmüller space via geodesic currents », Inventiones mathematicae, vol. 92, no 1,‎ 1988, p. 139-162 (DOI 10.1007/BF01393996)
- « Shearing hyperbolic surfaces, bending pleated surfaces and Thurston's symplectic form », Annales de la Faculté des sciences de Toulouse : Mathématiques, 6e série, vol. 5, no 2,‎ 1996, p. 233-297 (MR 1413855, lire en ligne)
- avec Jean-Pierre Otal, « Laminations mesurées de plissage des variétés hyperboliques de dimension 3 », Annals of Mathematics, vol. 113,‎ 2004, p. 1013-1055 (DOI 10.4007/annals.2004.160.1013, MR 2144972, zbMATH 1083.57023)
- « Kleinian groups which are almost fuchsian », J. Reine Angew. Math., De Gruyter, vol. 587,‎ 2005, p. 1-15 (DOI 10.1515/crll.2005.2005.587.1)
- avec Xiaobo Liu, « Representations of the quantum Teichmüller space, and invariants of surface diffeomorphisms », Geometry and Topology, vol. 11,‎ 2007, p. 889-937 (DOI 10.2140/gt.2007.11.889 )
- avec Guillaume Dreyer, « Parameterizing Hitchin components », Duke Mathematical Journal, vol. 163, no 15,‎ 1er décembre 2014, p. 2935-2975 (DOI 10.1215/0012794-2838654)
- avec Helen Wong, « Representations of the Kauffman bracket skein algebra I: invariants and miraculous cancellations », Inventiones Mathematicae, vol. 204, no 1,‎ avril 2016, p. 195-243 (DOI 10.1007/s00222-015-0611-y)

## Liens
- Ressources relatives à la recherche :   - Mathematics Genealogy Project
  - ORCID
- Notices d'autorité :   - VIAF
  - ISNI
  - BnF (données)
  - IdRef
  - LCCN
  - GND
  - Israël
  - NUKAT
  - WorldCat
- « Page personnelle », sur usc.edu (version du 1er juillet 2010 sur Internet Archive)
- « Curriculum vitæ », sur usc.edu (version du 25 août 2019 sur Internet Archive)